# Tony Plana

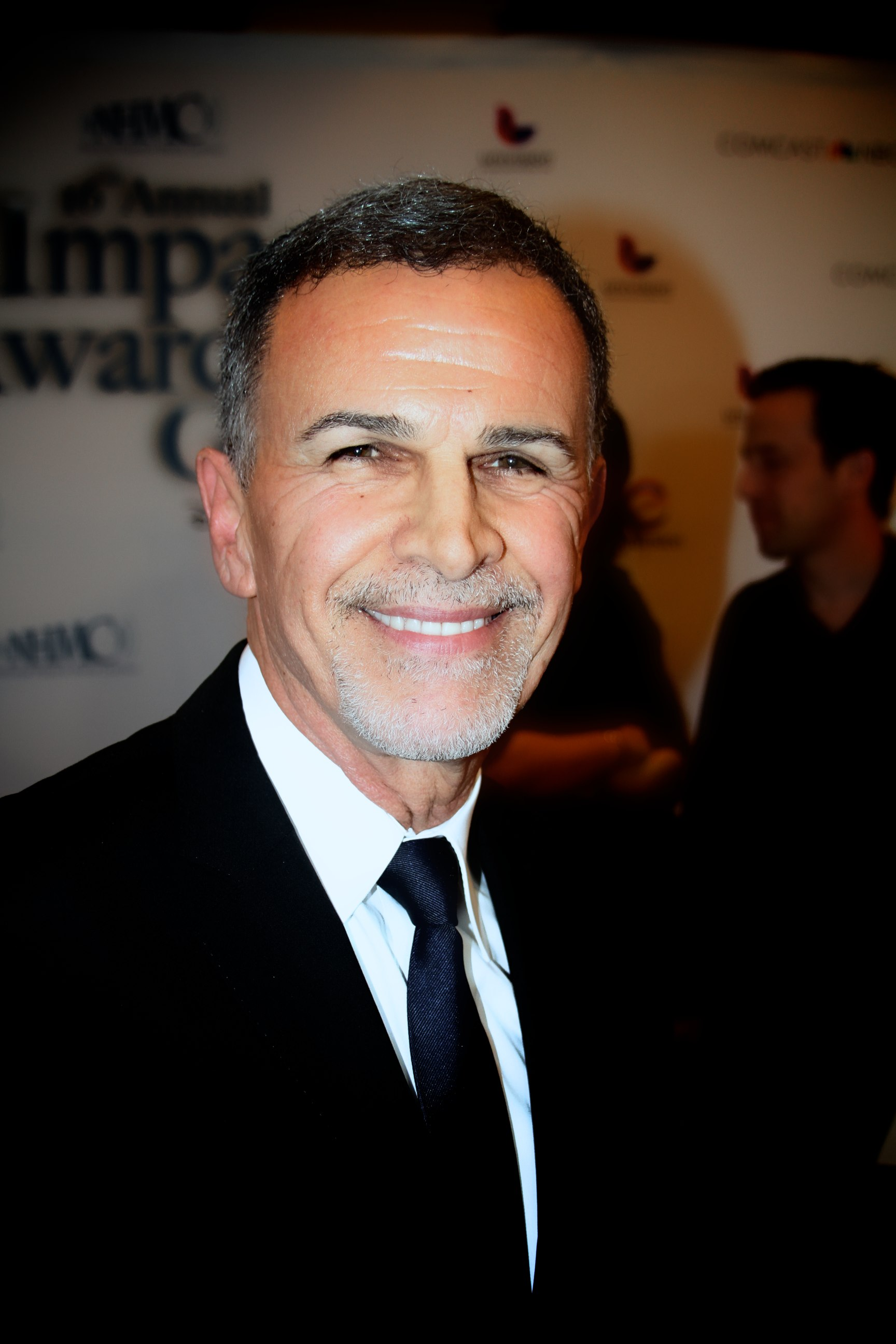
Tony Plana

Tony Plana (* 19. April 1952 in Havanna, Kuba) ist ein kubanisch-US-amerikanischer Schauspieler.

## Leben und Leistungen
Tony Plana absolvierte ein Literatur- und Theaterwissenschaftstudium an der Loyola Marymount University mit einem Bachelor magna cum laude. Später nahm er Schauspielunterricht an der renommierten Royal Academy of Dramatic Art in London, England und debütierte 1978 als Rudy in dem Musical Zoot Suit, gefolgt von weiteren Theateraufführungen, darunter auch am Broadway. Später inszenierte er auch einige Stücke an Theatern in Los Angeles und New York City.
Parallel zu seiner Bühnentätigkeit debütierte Plana Ende der 1970er Jahre mit Gastauftritten in US-amerikanischen Fernsehserien als Darsteller vor einer Kamera. Zu Beginn seiner Fernsehkarriere wurde er vor allem in Rollen Krimineller, Latinos oder Drogenbarone besetzt, bis ihm 1982 eine tragende Nebenrolle in Love and Money angeboten wurde. Seither konnte er in zahlreichen Filmen und Fernsehserien seine schauspielerischen Fähigkeiten unter Beweis stellen.
Plana ist mit der Schauspielerin Ada Maris verheiratet und hat zwei Kinder.

## Filmografie (Auswahl)
- 1979: Barnaby Jones (Fernsehserie, eine Folge)
- 1980: Ene Mene Mu und Präsident bist du (First Family)
- 1982: Love and Money
- 1983: Ein Offizier und Gentleman (An Officer and a Gentleman)
- 1983: Valley Girl
- 1985: Hunter (Fernsehserie, Folge 2x05: Killer In A Halloween Mask )
- 1986: ¡Drei Amigos! (¡Three Amigos!)
- 1986: Salvador
- 1987: Born in East L. A.
- 1987: Das Chaoten-Team (Disorderlies)
- 1990: Rookie – Der Anfänger (The Rookie)
- 1990: Havanna (Havana)
- 1990: Why me? – Warum gerade ich? (Why Me?)
- 1991: Selbstjustiz – Ein Cop zwischen Liebe und Gesetz (One Good Cop)
- 1994: Star Trek: Deep Space Nine (Fernsehserie, 2 Episoden)
- 1995: Emergency Room – Die Notaufnahme (ER, Fernsehserie, Episode 2x10)
- 1995: Nixon
- 1996: Zwielicht (Primal Fear)
- 1996: Lone Star
- 1997: 187 – Eine tödliche Zahl (One Eight Seven)
- 1998: Ally McBeal (Fernsehserie, Episode 2x08)
- 1998: Ein Anzug für jede Gelegenheit (The Wonderful Ice Cream Suit)
- 2000: Noriega – Gottes Liebling oder Monster? (Noriega: God’s Favorite, Fernsehfilm)
- 2003: Polizeibericht Los Angeles (Dragnet, Fernsehserie, Episode 2x02)
- 2004: JAG – Im Auftrag der Ehre (JAG, Fernsehserie, Episode 9x19)
- 2005: CSI: Den Tätern auf der Spur (CSI: Crime Scene Investigation, Fernsehserie, Episode 5x12)
- 2005: Goal!
- 2006–2010: Alles Betty! (Ugly Betty, Fernsehserie, 80 Episoden)
- 2006: Slayer – Die Vampir Killer (Slayer, Fernsehfilm)
- 2006: Halbtot – Half Past Dead (Half Past Dead)
- 2007: Halb tot 2 – Das Recht des Stärkeren (Half Past Dead 2)
- 2010: Royal Pains (Fernsehserie, Episode 2x05)
- 2011: Desperate Housewives (Fernsehserie, 5 Episoden)
- 2011: Law & Order: LA (Fernsehserie, Episode 1x22)
- 2011: Body of Proof (Fernsehserie, Episode 1x03)
- 2013–2014: Alpha House (Fernsehserie, 6 Episoden)
- 2014–2019: Madam Secretary (Fernsehserie, 18 Episoden)
- 2015: Motive (Fernsehserie, 1 Episode)
- 2015–2017: The Fosters (Fernsehserie, 6 Episoden)
- 2016: The Blacklist (Fernsehserie, Episoden 3x09–3x10)
- 2016: The Young Pope (Fernsehserie, 3 Episoden)
- 2016–2017: StartUp (Fernsehserie, 10 Episoden)
- 2016–2018: Lethal Weapon (Fernsehserie, 7 Episoden)
- 2017: Roman J. Israel, Esq. – Die Wahrheit und nichts als die Wahrheit (Roman J. Israel, Esq.)
- 2017: One Day at a Time (Fernsehserie)
- 2017–2019: Marvel’s The Punisher (Fernsehserie, 8 Episoden)
- 2018: Shooter (Fernsehserie, Episode 3x06)
- 2018: Elementary (Fernsehserie, 2 Episoden)
- 2018: Mayans M.C. (Fernsehserie, 7 Episoden)
- 2019: The Affair (Fernsehserie, Episode 5x07)
- 2019: Wasp Network
- 2020: Deputy – Einsatz Los Angeles (Deputy, Episoden 1x12–1x13)
- 2021–2022: The Good Fight (Fernsehserie, 5 Episoden)

## Auszeichnungen und Nominierungen
- 2007: Nominierung Imagen Award